# Hôpital de Norrtull
L'hôpital de Norrtull (en suédois : Norrtulls sjukhus) est un ancien hôpital dans le quartier de Vasastan à Stockholm en Suède

## Présentation
L'hôpital de Norrtull est un complexe institutionnel situé dans l'ilôt urbain Mimer, à l'adresse Norrtullsgatan 14. 
L'hôpital de Norrtull a été érigé entre 1883 et 1885 comme un orphelinat modèle et a été inauguré en 1886 pour l'Allmänna Barnhuset.
Dans les années 1920, il a été transformé en hôpital pour enfants et en 1951 il a été transféré à l'Institut Caroline et plus tard rebaptisé Hôpital pour enfants Astrid Lindgren.
L'hôpital Norrtull a ensuite été transformé en hôpital gériatrique, puis dans les années 1990 en clinique psychiatrique sous le nom d'hôpital de Norrtull. 
Ayant été jugés inappropriés pour les activités hospitalières, les bâtiments ont été vendus en 2004.
Le lycée Viktor Rydberg (sv) est situé dans une partie de l'ancien hôpital de Norrtull depuis 2015, où se trouve également Lilla Akademien (sv).
Le bâtiment est labellisé bleu par le Musée de la ville de Stockholm, ce qui signifie que le bâtiment représente « des valeurs culturelles et historiques particulièrement élevées » .

## Galerie

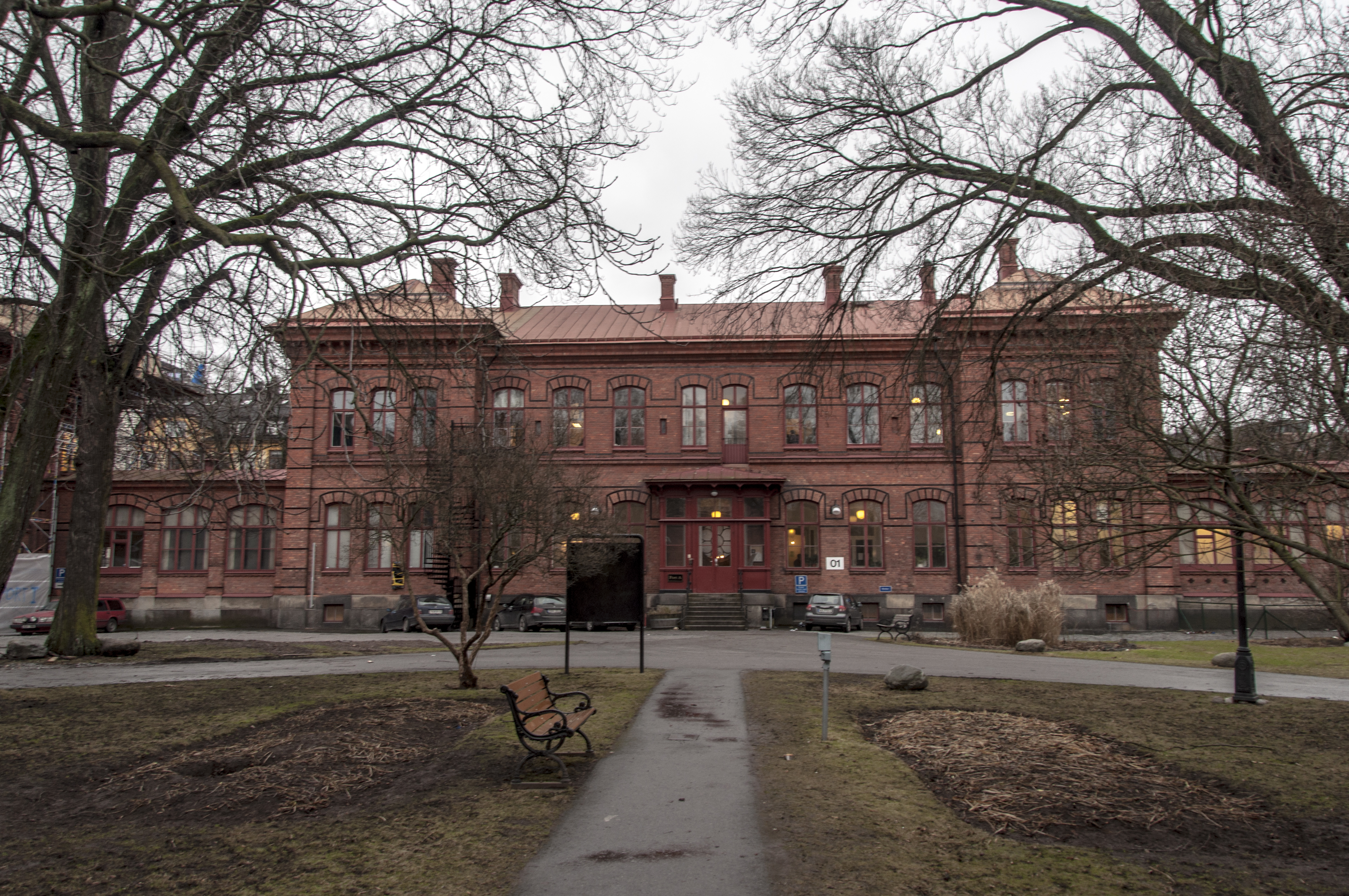
Bâtiment administratif.
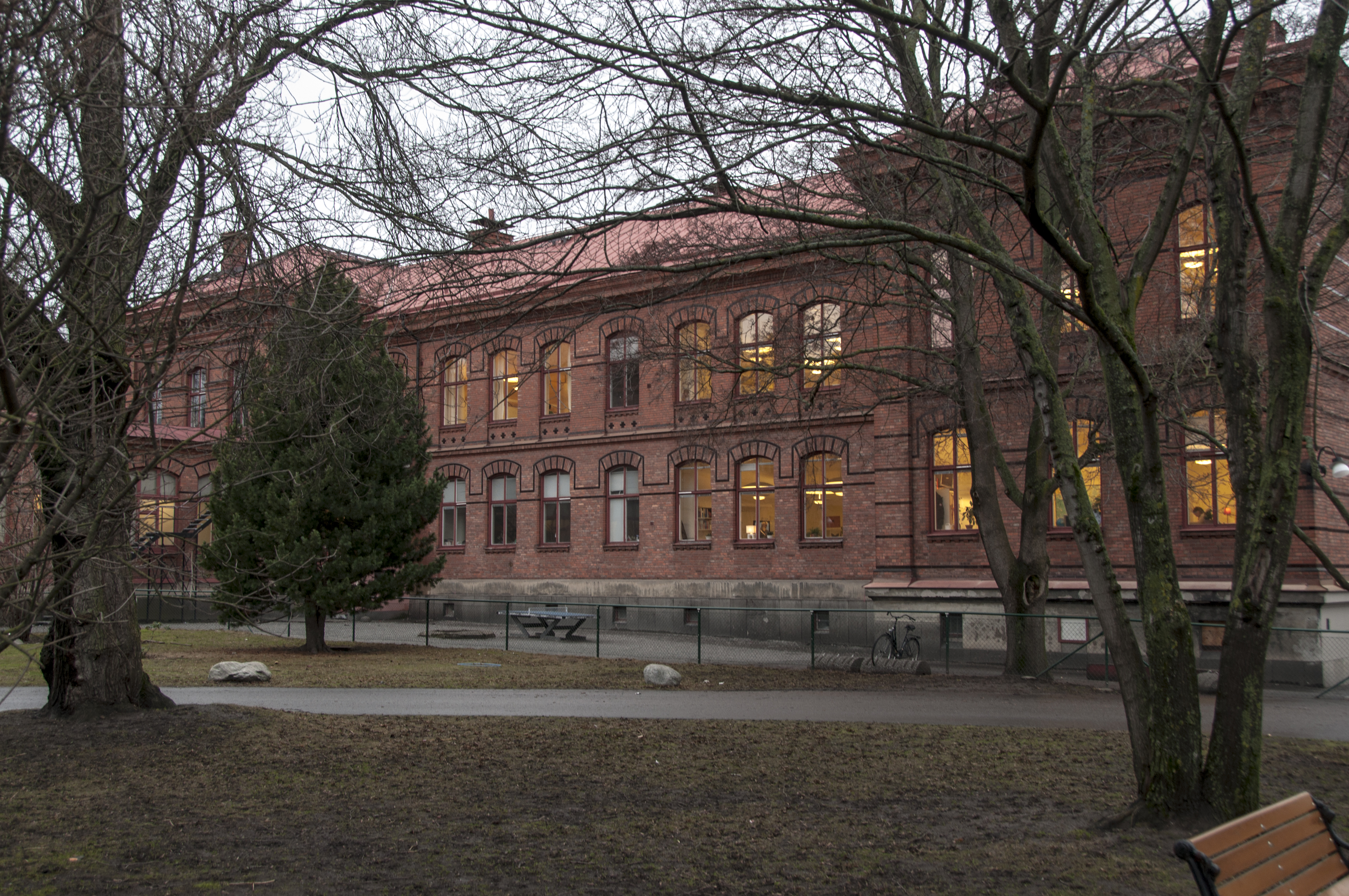
Pavillon Nord.
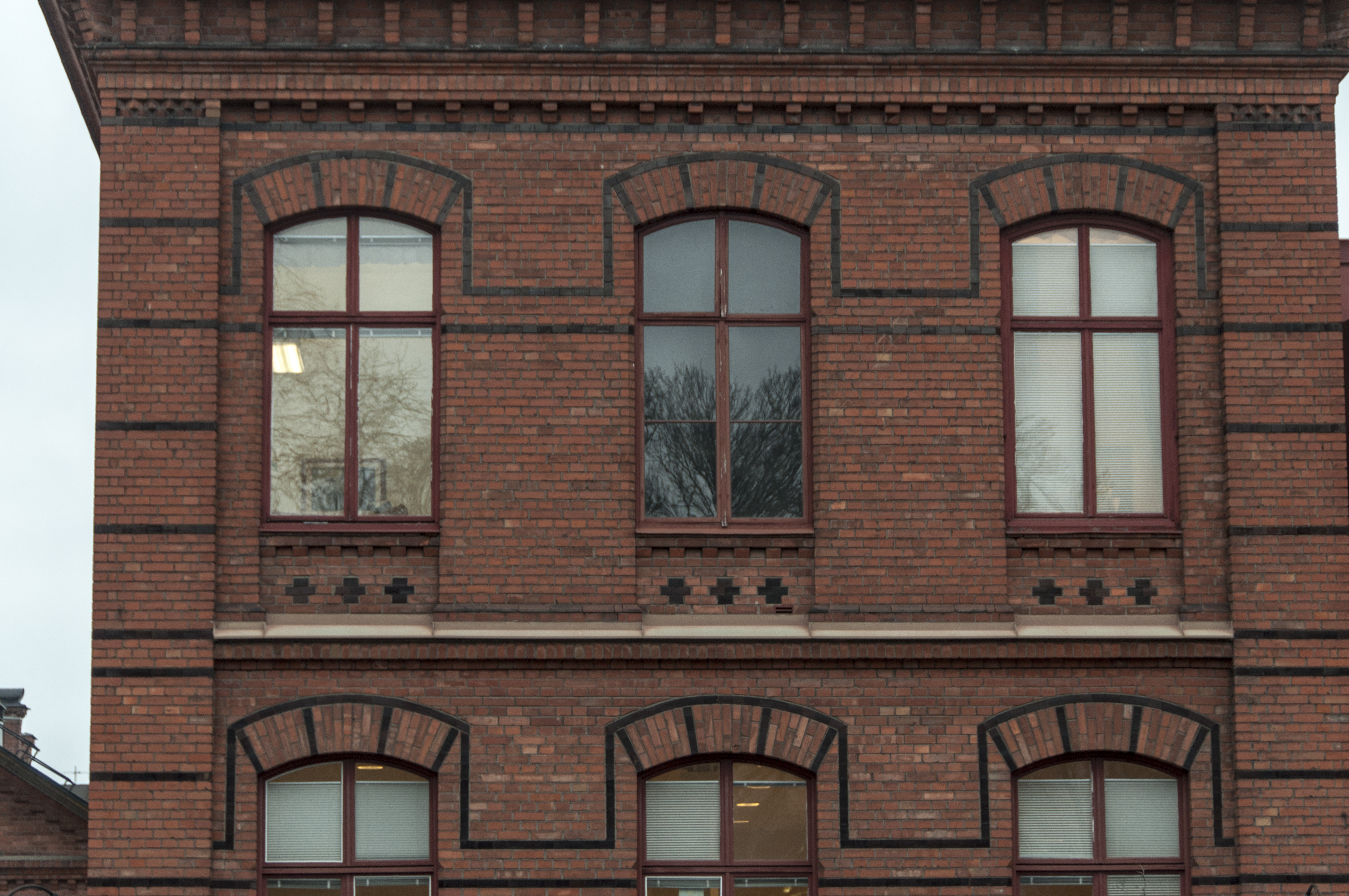
Bâtiment des cuisines.

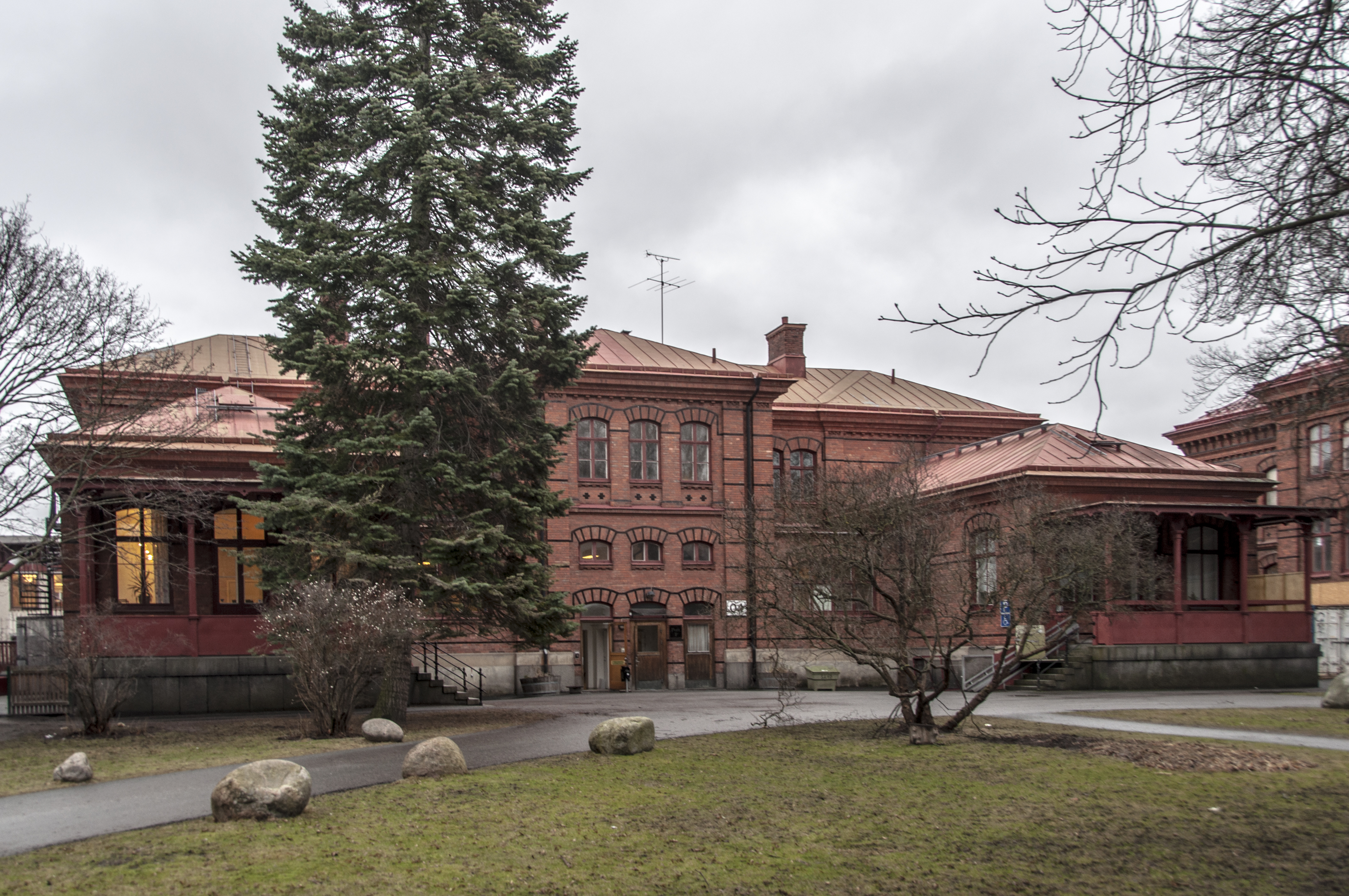
Pavillon Est.
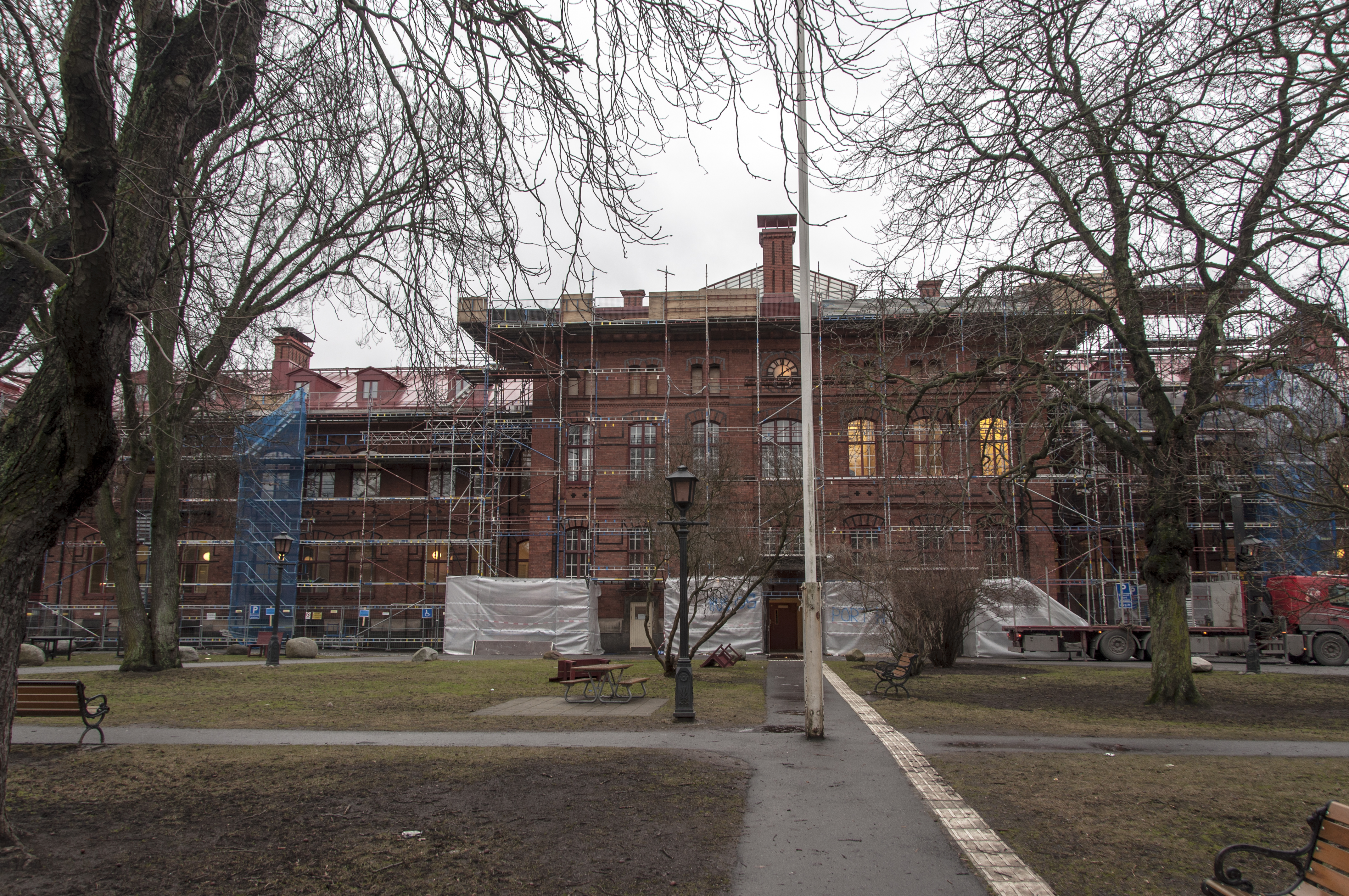
Pavillon Sud.
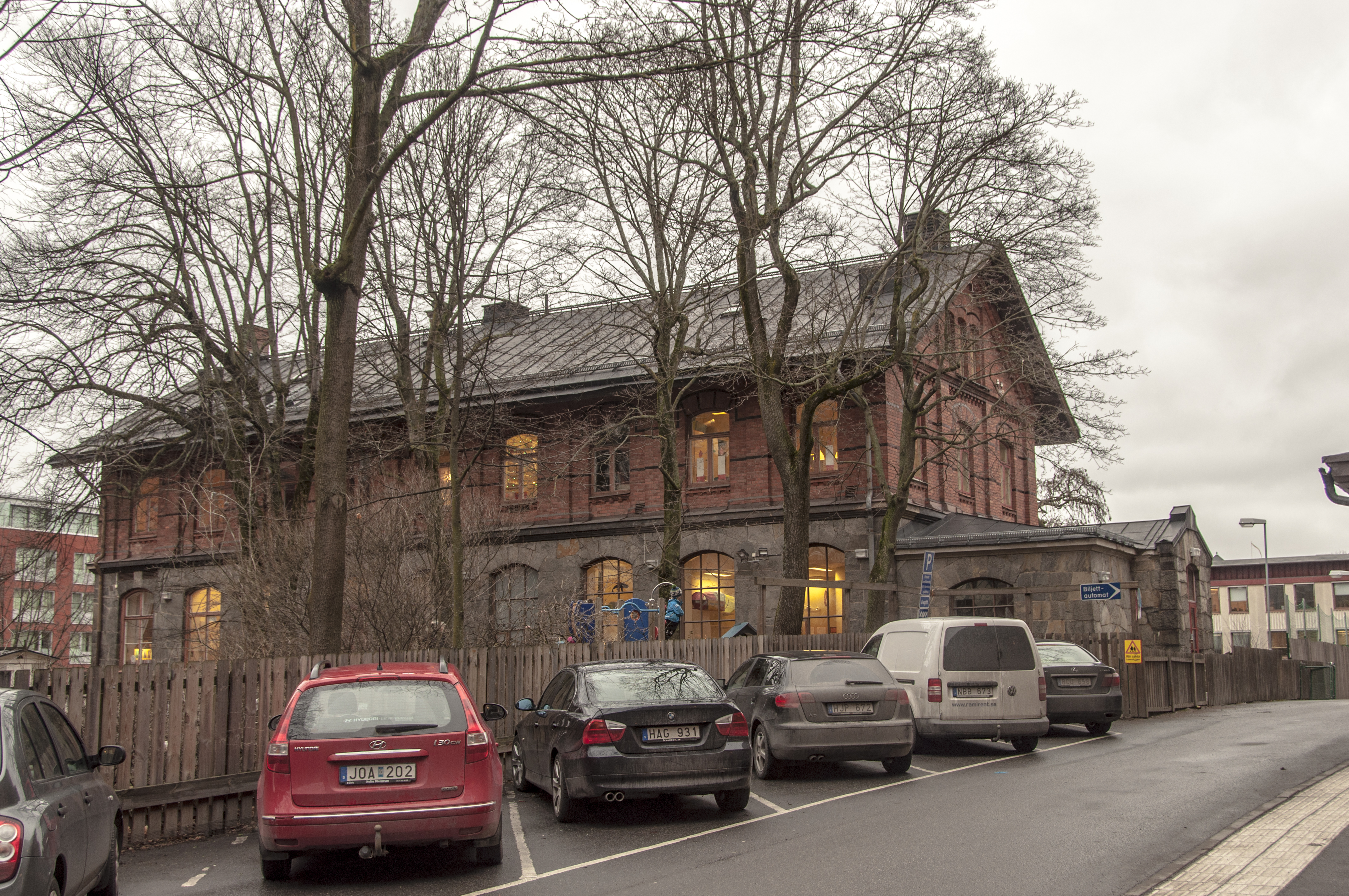
Bâtiment de la blanchisserie.